# Фильмография Дженнифер Лопес

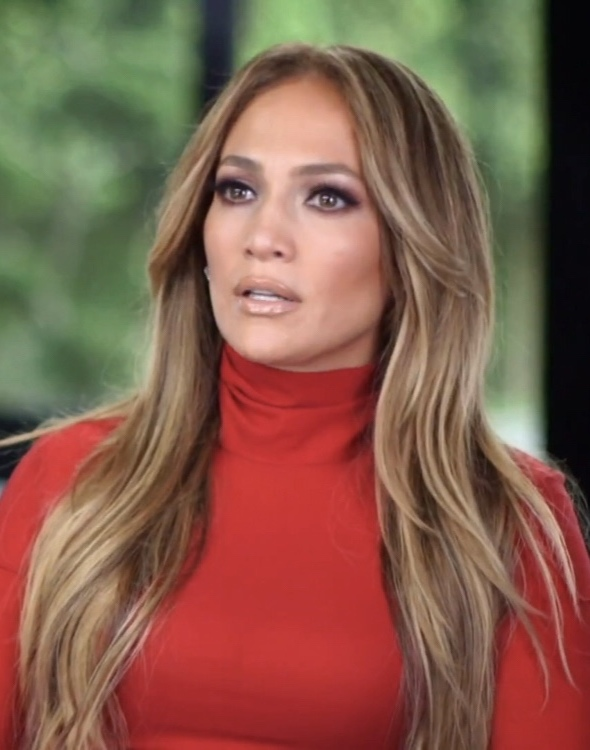
Дженнифер Лопес в 2019 году

Дженнифер Лопес (род. 1969) — американская актриса кино, телевидения, реалити-шоу и озвучивания; певица, танцовщица, модельер, продюсер и бизнесвумен. Её карьера как актрисы началась в 1986 году — Лопес снялась в фильме «Моя маленькая девочка». Затем с 1990 года она стала сниматься в видеоклипах (не своих), в 1991 году дебютировала как актриса телевидения: в комедийном скетч-шоу «В ярких красках», и за два года она появилась в 62 выпусках этого сериала. В 1995 году Лопес второй раз появилась на широком экране — фильм «Моя семья», и с тех пор стала сниматься вполне регулярно. В 1997 году впервые исполнила главную роль в кинофильме — картина «Селена». В 1998 году начала карьеру певицы (сольную карьеру — с 1999 года), стала очень известна на этом поприще, но сниматься не перестала.
По состоянию на октябрь 2024 года в кинокопилке Лопес более 70 работ, не считая ролей в видеоклипах. С 2000 года Дженнифер Лопес также известна как продюсер — в 2001 году она основала (совместно с Бенни Мединой) продюсерскую компанию Nuyorican Productions. В единичных случаях Лопес также известна как сценарист и режиссёр.
По состоянию на октябрь 2024 года Лопес имеет 73 кинематографические награды и 196 номинаций (при этом ни одной престижной премии, таких как, например, «Оскар» или «Эмми»).

## Актриса на широком экране
- 1986 — Моя маленькая девочка[англ.] / My Little Girl — Мира
- 1995 — Моя семья / My Family — Мария в молодости
- 1995 — Денежный поезд / Money Train — Грейс Сантьяго
- 1996 — Джек / Jack — мисс Маркес
- 1996 — Кровь и вино / Blood and Wine — Габриэла
- 1997 — Селена / Selena — Селена Кинтанилья
- 1997 — Анаконда / Anaconda — Терри Флорес
- 1997 — Поворот / U Turn — Грейс МакКенна
- 1998 — Вне поля зрения / Out of Sight — Карен Сиско
- 2000 — Клетка / The Cell — Кэтрин Дин
- 2001 — Свадебный переполох / The Wedding Planner — Мэри Фьоре, свадебная распорядительница
- 2001 — Глаза ангела / Angel Eyes — Шэрон Поуг
- 2002 — С меня хватит / Enough — Эрин «Тощая» Хиллер
- 2002 — Госпожа горничная / Maid in Manhattan — Мариса Вентура
- 2003 — Джильи / Gigli — Рики
- 2004 — Девушка из Джерси / Jersey Girl — Гертруда Стейни
- 2004 — Давайте потанцуем / Shall We Dance? — Полина
- 2005 — Если свекровь — монстр / Monster-in-Law — Чарли
- 2005 — Незаконченная жизнь / An Unfinished Life — Джин Гилкисон
- 2006 — Певец[англ.] / El Cantante — Нильда Джорджина «Пучи» Роман
- 2007 — Пограничный городок / Bordertown — Лорен Эдриан, репортёр телеканала «Чикаго Сентинел»
- 2010 — План Б / The Back-up Plan — Зои
- 2012 — Чего ждать, когда ждёшь ребёнка / What to Expect When You're Expecting — Холли
- 2013 — Паркер / Parker — Лесли Роджерс
- 2015 — Поклонник / The Boy Next Door — Клэр Питерсон
- 2015 — Лила и Ева[англ.] / Lila & Eve — Ева
- 2018 — Начни сначала / Second Act — Майя
- 2019 — Стриптизёрши / Hustlers — Рамона
- 2022 — Первый встречный / Marry Me — Кэт
- 2022 — Моя пиратская свадьба / Shotgun Wedding — Дарси Ривера
- 2023 — Мать / The Mother — Мать, военный спецназовец США
- 2024 — Это я… сейчас. Любовная история[англ.] / This Is Me… Now: A Love Story — Художница[1]
- 2024 — Атлас / Atlas — Атлас Шепард, аналитик по борьбе с терроризмом
- 2024 — Неукротимый[англ.] / Unstoppable — Джуди

## Актриса телевидения
- 1991—1993 — В ярких красках[англ.] / In Living Color — член «домашней танцевальной труппы» Fly Girls (в 62 эпизодах)
- 1993 — Крушение рейса номер 7[англ.] / Lost in the Wild[2] — Рози Ромеро
- 1993—1994 — Второй шанс[англ.] / Second Chances — Мелинда Лопес (в 9 эпизодах)
- 1994 — Южный Централ[англ.] / South Central — Люсиль (в 4 эпизодах)
- 1994 — Отель Малибу[англ.] / Hotel Malibu — Мелинда Лопес (в 6 эпизодах)
- 2004 — Уилл и Грейс / Will & Grace — в роли самой себя (в 3 эпизодах[англ.])
- 2010 — Как я встретил вашу маму / How I Met Your Mother — Анита (в эпизоде Of Course)
- 2016—2018 — Оттенки синего / Shades of Blue — Харли Сантос (в 36 эпизодах)

## Актриса озвучивания
- 1998 — Муравей Антц / Antz — Ацтека, муравей
- 2011 — Скрат и континентальный излом 2 / Scrat's Continental Crack-Up: Part 2 — Шира, саблезубая тигрица
- 2012 — Ледниковый период 4: Континентальный дрейф / Ice Age: Continental Drift — Шира, саблезубая тигрица
- 2015 — Дом / Home — Люси Туччи
- 2016 — Ледниковый период 5: Столкновение неизбежно / Ice Age: Collision Course — Шира, саблезубая тигрица

## Видеоклипы
- 1991 — на песню Rampage группы EPMD — танцовщица
- 1991 — на песню (Hurt Me! Hurt Me!) But the Pants Stay On Саманты Фокс — танцовщица (в титрах не указана)
- 1993 — на песню That’s the Way Love Goes Джанет Джексон — танцовщица
- 1996 — на песню Siempre hace frío[англ.] Селены — женщина в тени (в титрах не указана)
- 1997 — на песню Been Around the World Шона Комбса, The Notorious B.I.G. и Mase — принцесса

На свои песни (в роли самой себя)
- 1998 — на песню No Me Conoces, совместно с Марком Энтони[3]
- 1999 — на песню Notorious B.I.G.[англ.], совместно с The Notorious B.I.G., Шоном Комбсом и Lil’ Kim
- 1999 — на песню If You Had My Love
- 1999 — на песню No Me Ames
- 1999 — на песню Waiting for Tonight
- 1999 — на песню Feelin’ So Good, совместно с Big Pun и Fat Joe
- 2000 — на песню Let’s Get Loud
- 2000 — на песню Love Don’t Cost a Thing
- 2001 — на песню Play[англ.]
- 2001 — на песню I'm Real[англ.]
- 2001 — на песню Ain't It Funny[англ.]
- 2002 — на песню Ain't It Funny[англ.], совместно с Джа Рул и Caddillac Tah[англ.] (ремикс)
- 2002 — на песню I'm Gonna Be Alright[англ.], совместно с Насом
- 2002 — на песню Alive[англ.]
- 2002 — на песню Jenny from the Block[англ.], совместно с Jadakiss и Стайлс Пи
- 2003 — на песню All I Have[англ.], совместно с LL Cool J
- 2003 — на песню I'm Glad[англ.]
- 2003 — на песню Baby I Love U![англ.]
- 2005 — на песню Get Right
- 2005 — на песню Get Right, совместно с Fabolous (ремикс)
- 2005 — на песню Hold You Down, совместно с Fat Joe
- 2006 — на песню Control Myself[англ.] LL Cool J
- 2007 — на песню Qué Hiciste
- 2007 — на песню Me Haces Falta[англ.]
- 2007 — на песню Do It Well[англ.]
- 2007 — на песню Hold It Don't Drop It[англ.]
- 2009 — на песню Fresh Out the Oven[англ.], совместно с Pitbull
- 2011 — на песню On the Floor, совместно с Pitbull
- 2011 — на песню I’m Into You, совместно с Лил Уэйном
- 2011 — на песню Papi
- 2001 — на песню T.H.E. (The Hardest Ever) will.i.am, совместно с Миком Джаггером
- 2012 — на песню Dance Again[англ.], совместно с Pitbull
- 2012 — на песню Follow the Leader[англ.] Wisin & Yandel
- 2012 — на песню Goin' In[англ.], совместно с Флоу Райда
- 2013 — на песню Becky from the Block Бекки Джи[4]
- 2013 — на песню Live It Up[англ.], совместно с Pitbull
- 2014 — на песню Same Girl[англ.]
- 2014 — на песню Adrenalina[англ.] Висина, совместно с Рики Мартином
- 2014 — на песню I Luh Ya Papi[англ.], совместно с Френч Монтана
- 2014 — на песню We Are One (Ole Ola) Pitbull, совместно с Клаудией Лейтте
- 2014 — на песню First Love[англ.]
- 2014 — на песню Emotions
- 2014 — на песню Worry No More, совместно с Риком Россом
- 2014 — на песню Booty[англ.], совместно с Pitbull
- 2014 — на песню Booty[англ.], совместно с Игги Азалией
- 2015 — на песню Feel the Light[5]
- 2015 — на песню Back It Up[англ.] Принца Ройса, совместно с Pitbull
- 2015 — на песню El mismo sol[англ.] Альваро Солера (ремикс)
- 2016 — на песню Ain’t Your Mama
- 2017 — на песню Ni Tú Ni Yo, совместно с Gente de Zona
- 2017 — на песню Amor, Amor, Amor[англ.], совместно с Висином
- 2018 — на песню Se Acabó el Amor[англ.] Абраама Матео, совместно с Янделем
- 2018 — на песню El Anillo[англ.] (роль — королева)
- 2018 — на песню Dinero, совместно с DJ Khaled и Карди Би
- 2018 — на песню Te Boté 2[англ.] Ануэль АА, совместно с Nio Garcia и Casper Magico (ремикс)
- 2018 — на песню Te Boté 2[англ.], совместно с Casper Magico, Nio Garcia, Cosculluela[англ.] и Wisin & Yandel  (ремикс 2)
- 2018 — на песню Te Guste[англ.], совместно с Бэд Банни
- 2018 — на песню Limitless[англ.]
- 2019 — на песню Medicine, совместно с Френч Монтана
- 2019 — на песню Medicine, совместно со Стивом Аоки (ремикс)
- 2019 — на песню Jealous DJ Khaled, совместно с Крисом Брауном, Лил Уэйном и Биг Шоном
- 2020 — на песню If You Had My Love (ремикс)
- 2020 — на песню Pa' Ti + Lonely[англ.], совместно с Малума
- 2021 — на песню In the Morning[англ.]
- 2021 — на песню Cambia el Paso[англ.], совместно с Rauw Alejandro[англ.]*
- 2024 — на песню Can't Get Enough[англ.]
- 2024 — на песню Can't Get Enough[англ.], совместно с Latto (ремикс)

## «Сразу-на-видео»
- 2003 — Jennifer Lopez: Let's Get Loud[англ.][6] — «живой альбом», 100-минутное видео по материалам концертов Лопес, представлены 16 её песен
- 2003 — Селена: Величайшие хиты / Selena: Greatest Hits — Селена Кинтанилья (в новелле Siempre hace frío[англ.])

## Продюсер
- 2000 — Jennifer Lopez: Feelin' So Good[англ.] — исполнительный продюсер[6]
- 2006 — Саус Бич[англ.] / South Beach — исполнительный продюсер (8 эпизодов)
- 2006 — Певец[англ.] / El Cantante — продюсер
- 2007 — DanceLife[англ.] — исполнительный продюсер (8 выпусков)[7]
- 2007 — Почувствуй ритм[англ.] / Feel the Noise — продюсер
- 2007 — Jennifer Lopez Presents: Como Ama una Mujer[англ.] — исполнительный продюсер (5 эпизодов)[8]
- 2011—2014 — ? / South Beach Tow — исполнительный продюсер (32 эпизода)
- 2012 — ¡Q'Viva!: The Chosen — исполнительный продюсер[7]
- 2013 — A Step Away — исполнительный продюсер (4 выпуска)[7]
- 2013—2018 — Фостеры / The Fosters — исполнительный продюсер (104 эпизода)
- 2014 — Los Jets — исполнительный продюсер (док.)
- 2014 — Jennifer Lopez: Dance Again[англ.] — исполнительный продюсер[9]
- 2015 — Поклонник / The Boy Next Door — продюсер
- 2015 — Neighborhood Sessions: Jennifer Lopez — исполнительный продюсер[10]
- 2016—2018 — Оттенки синего / Shades of Blue — исполнительный продюсер (35 эпизодов)
- 2017 — One Voice Somos Live: A Concert for Disaster Relief — исполнительный продюсер[10]
- 2017—2020 — Мир танцев[англ.] / World of Dance — исполнительный продюсер (49 выпусков)[7]
- 2018 — Начни сначала / Second Act — продюсер
- 2019 — Стриптизёрши / Hustlers — продюсер
- 2019—2024 — Приятные хлопоты / Good Trouble — исполнительный продюсер (88 эпизодов)
- 2021 — Миллион благодарностей / Thanks a Million — исполнительный продюсер (49 выпусков)[11]
- 2022 — Первый встречный / Marry Me — продюсер[12]
- 2022 — Моя пиратская свадьба / Shotgun Wedding — продюсер
- 2023 — Мать / The Mother — продюсер
- 2024 — Это я… сейчас. Любовная история[англ.] / This Is Me… Now: A Love Story — исполнительный продюсер[1]
- 2024 — Атлас / Atlas — продюсер

## Сценарист
- 2024 — Это я… сейчас. Любовная история[англ.] / This Is Me… Now: A Love Story[1]